# Albert P. Mathews
Albert Prescott Mathews (Chicago, 26 de noviembre de 1871 - Albany, 21 de septiembre de 1957) fue un bioquímico estadounidense.
Tras estudiar en la Universidad de Columbia, viajaría a Alemania, donde trabajó al lado de Albrecht Kossel entre 1895 y 1897, en Marburgo. Finalmente se doctoró en 1898 con una tesis titulada The Physiology of Secretion. Entre 1901 y 1919 fue profesor en la Universidad de Chicago. Fue autor de Physiological Chemistry. A Text-Book and Manual for Students (1915), descrito como el principal, además del primer, libro de texto de bioquímica en Estados Unidos a lo largo de treinta años. También publicó Principles of Biochemistry (1936) y Vitamines, Minerals and Hormones (1937).